# Respenda de la Peña
Respenda de la Peña és un municipi de la província de Palència a la comunitat autònoma de Castella i Lleó (Espanya). Està format per les pedanies de Respenda de la Peña, Riosmenudos de la Peña, Baños de la Peña, Barajores, Fontecha de la Peña, Santana i Vega de Riacos.
| 1991 | 1996 | 2001 | 2004 |
| ---- | ---- | ---- | ---- |
| 342  | 305  | 244  | 228  |